# Clo-Clo Trilogie
Clo- Clo Trilogie  is de titel van het 4de special trilogie van Nero. Vooraan is er ook een extra informatiepagina over Clo-Clo Pheip. Naast enkele infopagina's is hier ook een reproductie van de geboortekaart van Clo-Clo Pheip bij. Deze verscheen in 2006.

## Inhoud
In Clo- Clo Trilogie zijn drie verhalen gebundeld rond het thema Clo-Clo Pheip. Deze drie verhalen volgen in de Nero-reeks elkaar echter niet direct op. De drie verschillende verhalen zijn:
1. De groene gravin (nr. 47)
2. De zesde kabouter (nr. 55)
3. De muurloper (nr. 133)